# Enýó
V řecké mytologii jsou dvě nositelky jména Enýó (-nýe):
- jedna Enýó (podle Hésioda) je dcera mořského boha Forkýna a mořské bohyně Kéty, sestra Gorgon. Jejími vlastními sestrami jsou Pefrédó a Deinó, všechny tři jsou nazývané Graie, mají dohromady jeden zub a jedno oko, které si půjčují, aby mohly vidět a žvýkat. Obojí jim uloupil hrdina Perseus a vrátil jim je teprve, když mu ukázaly cestu k nymfyám. Jsou pokládány za strážkyně cesty ke Gorgonám a ke zbraním, kterým Gorgony mohly být přemoženy,
- druhá Enýó (podle Homéra) je bohyně války, dcera (podle jiných sestra) boha války Area, kterého doprovází do bitev. Je stejně krutá jako Arés, čímž se liší od bojovné, avšak vznešené bohyně Pallas Athény.